# Mandla
Mandla è una suddivisione dell'India, classificata come municipality, di 45.907 abitanti, capoluogo del distretto di Mandla, nello stato federato del Madhya Pradesh. In base al numero di abitanti la città rientra nella classe III (da 20.000 a 49.999 persone).

## Geografia fisica
La città è situata a 22° 36' 0 N e 80° 22' 60 E e ha un'altitudine di 444 m s.l.m..

## Società

### Evoluzione demografica
Al censimento del 2001 la popolazione di Mandla assommava a 45.907 persone, delle quali 23.564 maschi e 22.343 femmine. I bambini di età inferiore o uguale ai sei anni assommavano a 5.570, dei quali 2.885 maschi e 2.685 femmine. Infine, coloro che erano in grado di saper almeno leggere e scrivere erano 35.335, dei quali 19.276 maschi e 16.059 femmine.